# Кроули, Кэтлин
Кэтлин Кроули (англ. Kathleen Crowley), имя при рождении Бетти Джейн Кроули (англ. Betty Jane Crowley; 25 декабря 1929 года — 23 апреля 2017 года) — американская актриса кино и телевидения 1950—1960-х годов.
Свои наиболее заметные роли Кроули сыграла в фильмах «Серебряный кнут» (1953), «Цель — Земля» (1954), «Город теней» (1955), «Тихое оружие» (1957), «Огненный барьер» (1958), «Проклятие мертвецов» (1959), «Поединок» (1963), «Скоростной спуск» (1969) и «Адвокат» (1970). В 1954—1955 годах Кроули играла одну из главных ролей в телесериале «Порт».

## Ранние годы и начало карьеры
Кэтлин Кроули, имя при рождении Бетти Джейн Кроули, родилась 26 декабря 1929 года в Грин-Бэнке, округ Берлингтон, штат Нью-Джерси. В 1946 году она окончила школу в городе Эгг-Харбор, Нью-Джерси.
В августе 1949 года Кроули завоевала на конкурсе красоты титул «Мисс Нью-Джерси», а в сентябре 1949 года заняла шестое место в конкурсе «Мисс Америка» в Атлантик-Сити и получила титул «Мисс Конгениальность». На полученный за участие в конкурсе гонорар она поступила на учёбу в Американскую академию драматических искусств в Нью-Йорке.
Вскоре её стали приглашать для участия в шоу, которые выходили в прямом эфире на нью-йоркском телевидении. Первый успех пришёл к Кроули после исполнения главной роли в эпизоде «Звезда родилась» (1951) телеальманаха «Роберт Монтгомери представляет». В том же году последовала не менее удачная главная роль в эпизоде «Джейн Эйр» телеальманаха «Телевизионный театр „Крафт“» (1951).
После телеспектакля «Джейн Эйр» фотография Кроули была опубликована на обложке журнала Cue и на развороте журнала «Лайф», на неё обратили внимание голливудские киностудии, а сама Кроули стала работать в престижной Актёрской студии Ли Страсберга в Нью-Йорке. Сама актриса хотела сделать театральную карьеру в Ирландии, однако из-за тяжёлого материального положения семьи решила принять предложение одной из голливудских студий.

## Карьера в кинематографе
В 1952 году Кроули подписала контракт со студией Twentieth Century Fox. В 1953 году Кроули впервые появилась на киноэкране, сыграв небольшую роль в музыкальной комедии с Бетти Грейбл «Фермер женится» (1953), за которой последовала главная женская роль в вестерне с Робертом Вагнером «Серебряный кнут» (1953). Журнал Photoplay назвал её одной из самых многообещающих актрис года, однако год спустя студия Fox её уволила.
После ухода со студии Кроули предпочла стать фрилансером, играя на постоянной основе только в телесериале «Порт» (1954—1955) . В 1954 году она сыграла в независимом научно-фантастическом фильме «Цель — Земля» (1954), где вместе с Ричардом Деннингом составила случайно возникшую романтическую пару выживших в Чикаго после нашествия гигантских роботов с Венеры, которая пытается выбраться из опустевшего города. По мнению современного критика Дениса Шварца, в этом низкобюджетном фильме много «банальных реплик и убогих на вид, совсем не страшных жестяных роботов, а неувлекательная история не создаёт никакого напряжения».
Год спустя Кроули появилась в небольших ролях (без указания в титрах) в независимом вестерне с Рэндольфом Скоттом «Десять разыскиваемых мужчин» (1955), исторической приключенческой ленте Twentieth Century Fox с Энтони Куином и Ричардом Эганом «Семь золотых городов» (1955). Более значимые роли она сыграла в двух фильмах нуар этого года — «Женские джунгли» (1955) и «Город теней» (1955). В скромном фильме студии Republic Pictures «Город теней» (1955) Кроули сыграла главную женскую роль положительной девушки из семьи влиятельного судьи, которая выходит замуж за предприимчивого молодого юриста с криминальным прошлым, после чего тот решительно меняет свою жизнь и закрывает все свои нелегальные предприятия. Главные роли в фильме небольшой кинокомпании American International «Женские джунгли» (1955) исполнили Лоуренс Тирни и Джейн Мэнсфилд, а Кроули сыграла важную роль официантки ночного клуба и жены художника, подозреваемого в убийстве, которая оказывается в центре расследования.
В 1956 году Кроули сыграла главную женскую роль в семейном вестерне студии Диснея «Фургоны на Запад!» (1956), а год спустя — ещё в двух вестернах — «На прицеле» (1957) на студии Regal Films, где у неё роль второго плана, а также «Дилижанс-призрак» (1957) на студии Columbia Pictures, где у неё была главная женская роль.

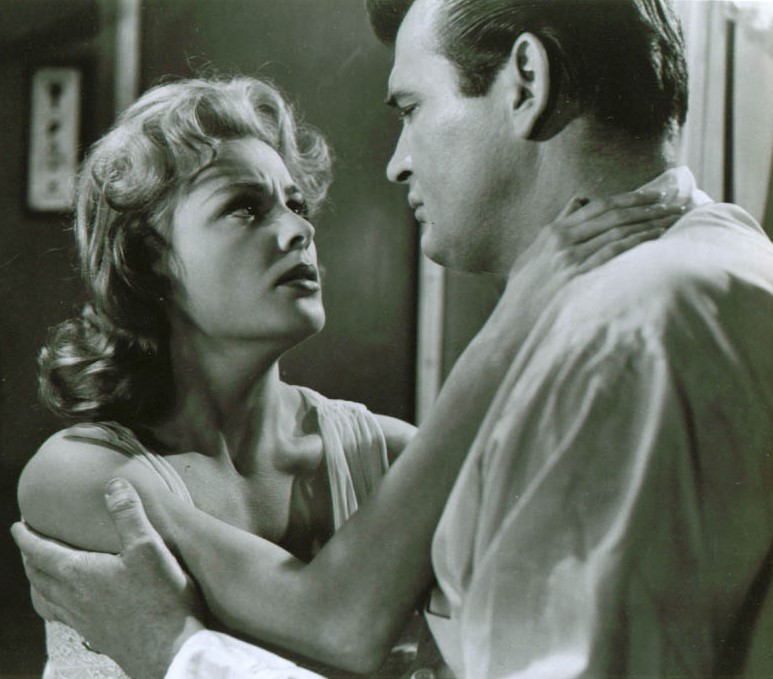
Кэтлин Кроули и Грегг Палмер в фильме «Бунтарский набор» (1959)

В независимой научно-фантастической ленте «Огненный барьер» (1958) Кроули сыграла главную женскую роль жены исследователя космоса, который пропал в мексиканских джунглях во время поисков упавшего на Землю космического корабля. Вместе с сопровождающим (Артур Франц) она отправляется на розыск мужа, обнаруживая останки корабля и опасное существо из космоса, которое угрожает уничтожить жизнь на планете. В необычном вестерне Universal «Проклятие мертвецов» (1959) она была хозяйкой ранчо, которая нанимает работника, оказывающегося вампиром, убивающим людей в маленьком городке. Вампир подчиняет её своей воле, однако местному священнику с помощью веры удаётся одержать верх над вампиром. Как написала популярная журналистка Хедда Хоппер в декабре 1958 года: «Кэтлин Кроули, которая столь хороша на телевидении, играет в истории типа Дракулы на фоне вестерна. Она настолько хотела в ней сняться, что отказалась от ролей в таких популярных телешоу, как „Перри Мейсон“ и „Театр Дженерал Электрик“. Но это и понятно — фильмы с чудовищами пользуются безумным спросом, особенно, у молодёжи».
В 1960-е годы Кроули появилась на большом экране лишь дважды, сыграв главную женскую роль в вестерне Universal «Поединок» (1963) с Оди Мёрфи в главной роли, а также небольшую роль репортёрши в спортивной драме «Скоростной спуск» (1969) с Робертом Редфордом и Джином Хэкманом в главных ролях. Свою последнюю роль в кино она сыграла в криминальной драме «Адвокат» (1970).

## Карьера на телевидении
После ухода со студии Twentieth Century Fox в 1954 году Кроули работала одновременно и в кино, и на телевидении, где сыграла в 118 эпизодах 68 различных сериалов.
В 1954—1955 годах она играла постоянную роль в семейно-криминальном сериале «Порт» с Престоном Фостером в главной роли капитана буксира. В 17 эпизодах этого сериала она была невестой сына главного героя, работающего портовым детективом.

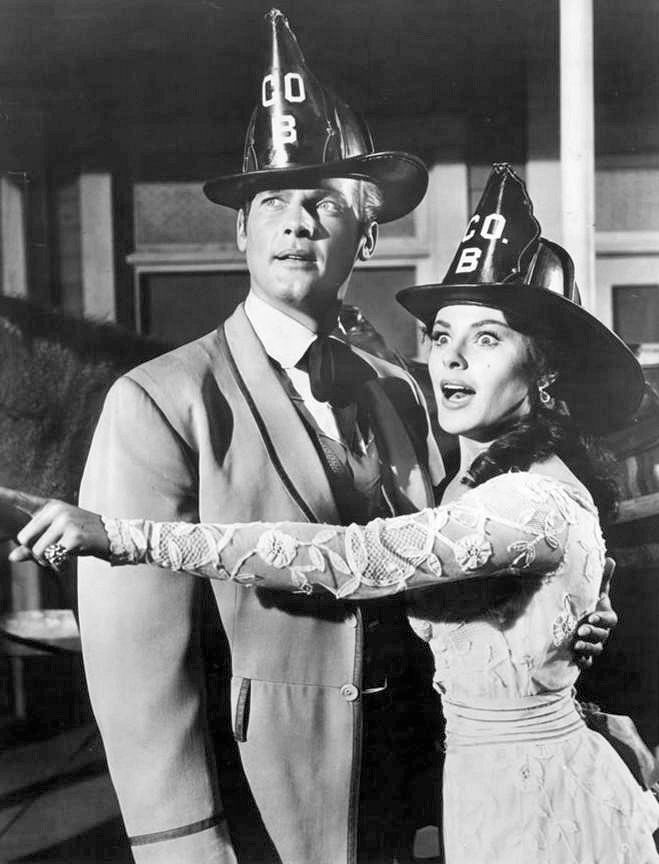
Роджер Мур и Кэтлин Кроули в телесериале «Маверик» (1961)

По мнению издания The Daily Herald, более всего Кроули помнят по появлению в восьми эпизодах телесериала-вестерна «Маверик» (1957—1962), где «она каждый раз играла новую соблазнительную сирену, а её партнёрами были такие известные актёры, как Джеймс Гарнер, Джек Келли и Роджер Мур». В общей сложности Кроули сыграла в 24 сериалах-вестернах, среди них «Одинокий рейнджер» (1954), «Шайенн» (1957), «Кольт 45-го калибра» (1958), «Караван повозок» (1958), «Беспокойное оружие» (1958), «Территория Томстоун» (1958), «Бронко» (1958—1962), «Сыромятная плеть» (1959), «Дни в долине смерти» (1959), «Бэт Мастерсон» (1959—1960), «Истории Уэллс-Фарго» (1959—1962), «Ларами» (1960), «Бонанза» (1960—1968), «Виргинец» (1965) и «Высокий кустарник» (1969).

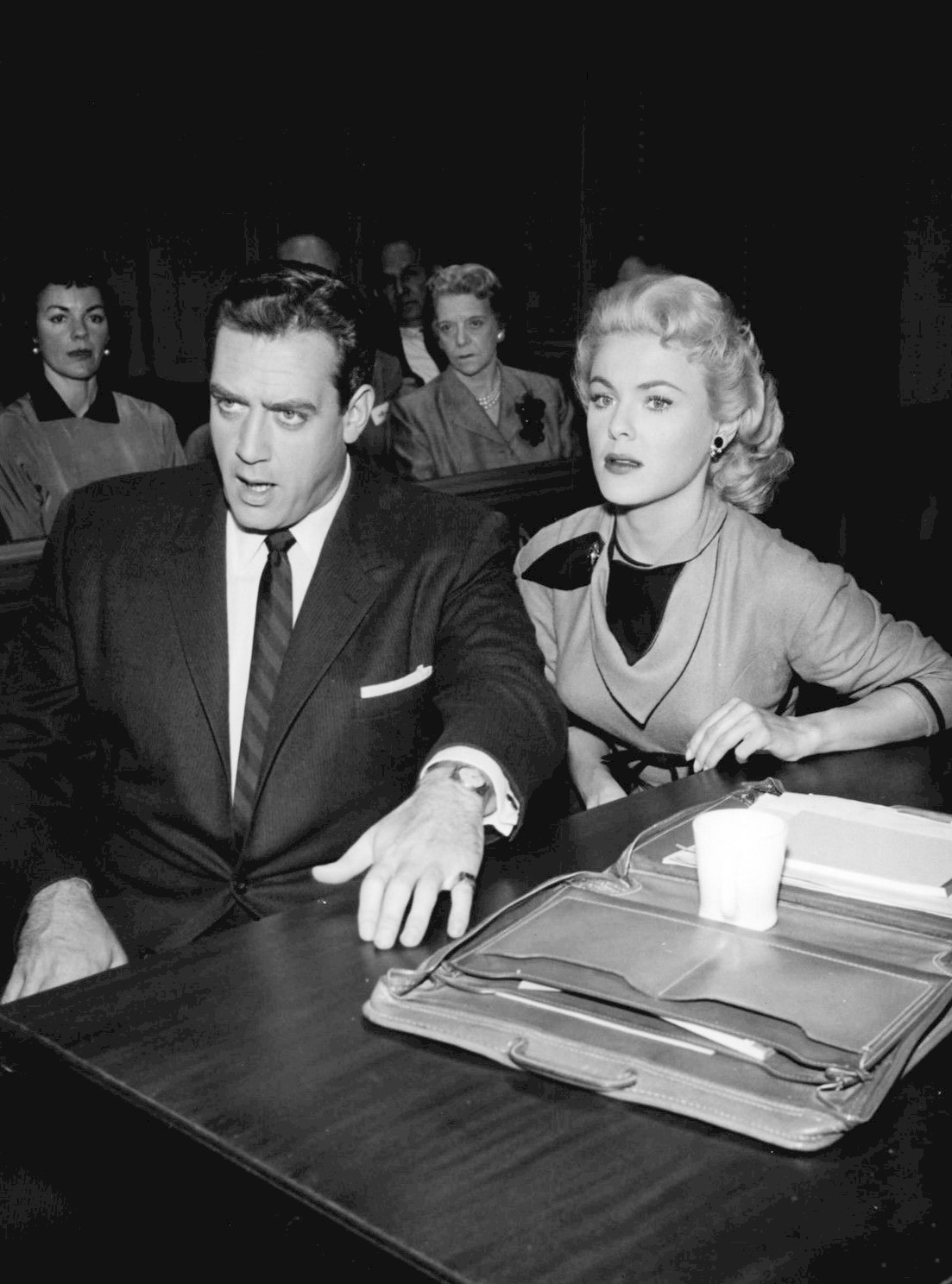
Рэймонд Бёрр и Кэтлин Кроули в телесериале «Перри Мейсон» (1958)

Она также сыграла главные роли в эпизодах таких популярных сериалов, как «Перри Мейсон» (1958—1966), «Сансет-стрип, 77» (1958—1961), «Гавайский детектив» (1960—1961), «Шоссе 66» (1963), «Мои три сына» (1964), «Бэтмен» (1966) и «Семейное дело» (1966—1969).

## Актёрское амплуа и оценка творчества
Кэтлин Кроули была голубоглазой брюнеткой, которая обратила на себя внимание в конкурсе «Мисс Америка» 1949 года, а позднее — исполнением главной роли в телеспектаклях 1951 года «Звезда родилась» и «Джейн Эйр».
В 1952 году она стала сниматься в Голливуде, где играла в фильмах разных жанров, включая вестерны, фантастические фильмы и фильмы нуар. Часто ей давали главные роли в фильмах категории В, и хотя она была опытной и надёжной актрисой, однако так и не смогла подняться на более высокий уровень и стать звездой. Как отметил историк кино Том Уивер, «в свои лучшие годы она была известна „необычайной эмоциональной силой“, с которой она „проживала“ каждую роль (включая фильмы ужасов и фантастические фильмы)». Большего успеха она добилась на телевидении, где приглашалась на главные роли во множестве сериалов, однако, как отметил Хэл Эриксон, «после многих лет работы на телевидении Кроули так и осталась лишь „приглашённой“, а не реальной звездой».

## Личная жизнь
В 1969 году Кроули вышла замуж за Джона Джона Робсэма, а в 1970 году у пары родился сын Мэтью. Семья переехала Грин-Бэнк в округе Бёрлингтон, Нью-Джерси, где Кроули занималась семьёй и воспитывала сына Мэтью.

## Смерть
Кэтлин Кроули умерла 23 апреля 2017 года в своём доме в Грин-Бэнке в возрасте 87 лет.

## Фильмография
| Год        |    | Русское название                            | Оригинальное название             | Роль                                          |
| ---------- | -- | ------------------------------------------- | --------------------------------- | --------------------------------------------- |
| 1951       | с  | Роберт Монтгомери представляет              | Robert Montgomery Presents        | Эстер Блоджетт (эпизод «Звезда родилась»)     |
| 1951       | с  | Телевизионный театр «Крафт»                 | Kraft Television Theatre          | Джейн Эйр (эпизод «Джейн Эйр»)                |
| 1951       | с  | Театр «Старлайт»                            | Starlight Theatre                 | Луиза (1 эпизод)                              |
| 1951       | с  | Театр «Армстронг»                           | Armstrong Circle Theatre          | (1 эпизод)                                    |
| 1952       | с  | Театр «Корона» с Глорией Свансон            | Crown Theatre with Gloria Swanson | (1 эпизод)                                    |
| 1953       | ф  | Серебряный кнут                             | The Silver Whip                   | Кэти Райли                                    |
| 1953       | ф  | Фермер женится                              | The Farmer Takes a Wife           | Сюзанна                                       |
| 1953       | ф  | Истребитель «Сейбр»                         | Sabre Jet                         | Сьюзен Креншоу                                |
| 1953       | с  | Театр «Шеврон»                              | Chevron Theatre                   | (2 эпизода)                                   |
| 1954       | ф  | Цель – Земля                                | Target Earth                      | Нора Кинг                                     |
| 1954       | с  | Одинокий волк                               | The Lone Wolf                     | Ники Армон (1 эпизод)                         |
| 1954       | с  | Кавалькада Америки                          | Cavalcade of America              | Абигайль Пэддок (1 эпизод)                    |
| 1954       | с  | Одинокий рейнджер                           | The Lone Ranger                   | Синди Пауэрс (1 эпизод)                       |
| 1954       | с  | Мэр города                                  | Mayor of the Town                 | Хелен (1 эпизод)                              |
| 1954       | с  | Городской детектив                          | City Detective                    | Джанет (1 эпизод)                             |
| 1954—1955  | с  | Театр у камина                              | Fireside Theatre                  | разные роли (4 эпизода)                       |
| 1954—1955  | с  | Порт                                        | Waterfront                        | Терри Ван Бюрен (17 эпизодов)                 |
| 1955       | ф  | Город теней                                 | City of Shadows                   | Ферн Феллоуз                                  |
| 1955       | ф  | Десять разыскиваемых мужчин                 | Ten Wanted Men                    | миссис Марва Гиббонс (в титрах не указана)    |
| 1955       | ф  | Женские джунгли                             | Female Jungle                     | Пегги Воу                                     |
| 1955       | ф  | Семь золотых городов                        | Seven Cities of Gold              | мать (в титрах не указана)                    |
| 1955       | с  | Театр «Дженерал Электрик»                   | General Electric Theater          | Мэри (1 эпизод)                               |
| 1955—1956  | с  | Звёздная сцена                              | Schlitz Playhouse of Stars        | разные роли (2 эпизода)                       |
| 1955—1957  | с  | Кульминация                                 | Climax!                           | разные роли (4 эпизода)                       |
| 1956       | ф  | Фургоны на Запад!                           | Westward Ho, the Wagons!          | Лора Томпсон                                  |
| 1956       | с  | Звёздная сцена                              | Star Stage                        | (1 эпизод)                                    |
| 1956       | с  | Звезда и история                            | The Star and the Story            | (1 эпизод)                                    |
| 1956       | с  | Приключения Чемпиона                        | The Adventures of Champion        | Элли Пауэлл (1 эпизод)                        |
| 1956       | с  | Рассказы 77-го Бенгальского уланского полка | Tales of the 77th Bengal Lancers  | (1 эпизод)                                    |
| 1956       | с  | Диснейленд                                  | Disneyland                        | Лора Томпсон (1 эпизод)                       |
| 1956—1958  | с  | Утренний театр                              | Matinee Theatre                   | разные роли (3 эпизода)                       |
| 1957       | ф  | Дилижанс-призрак                            | The Phantom Stagecoach            | Френ Марун                                    |
| 1957       | ф  | На прицеле                                  | The Quiet Gun                     | Тереза Карпентер                              |
| 1957       | с  | Студия 57                                   | Studio 57                         | Клара (1 эпизод)                              |
| 1957       | с  | Час «Двадцатого века-Фокс»                  | The 20th Century-Fox Hour         | Элис (1 эпизод)                               |
| 1957       | с  | Перекрёстки                                 | Crossroads                        | Терри (1 эпизод)                              |
| 1957       | с  | В суде                                      | On Trial                          | Фелисити О’Брайен (1 эпизод)                  |
| 1957       | с  | Видео-театр «Люкс»                          | Lux Video Theatre                 | Дот (1 эпизод)                                |
| 1957       | с  | Шайенн                                      | Cheyenne                          | Мэрили Кёртис (1 эпизод)                      |
| 1957— 1962 | с  | Маверик                                     | Maverick                          | разные роли (8 эпизодов)                      |
| 1958       | ф  | Огненный барьер                             | The Flame Barrier                 | Кэрол Далман                                  |
| 1958       | с  | Кольт 45-го калибра                         | Colt .45                          | Елена (1 эпизод)                              |
| 1958       | с  | Караван повозок                             | Wagon Train                       | Энн Джеймисон (1 эпизод)                      |
| 1958       | с  | Беспокойное оружие                          | The Restless Gun                  | Мэри Блэквелл (1 эпизод)                      |
| 1958       | с  | Территория Томбстоун                        | Tombstone Territory               | Уин Симмонс (1 эпизод)                        |
| 1958       | с  | Подозрение                                  | Suspicion                         | Люрен Гатри (1 эпизод)                        |
| 1958       | с  | Жёсткие всадники                            | The Rough Riders                  | Тесс Пирс (1 эпизод)                          |
| 1958       | с  | Театр «Люкс»                                | Lux Playhouse                     | Анна (1 эпизод)                               |
| 1958       | с  | Янси Дерринджер                             | Yancy Derringer                   | Дезири (1 эпизод)                             |
| 1958       | с  | Симаррон-Сити                               | Cimarron City                     | Клэр Норрис (1 эпизод)                        |
| 1958—1961  | с  | Сансет-стрип, 77                            | 77 Sunset Strip                   | разные роли (7 эпизодов)                      |
| 1958—1962  | с  | Бронко                                      | Bronco                            | разные роли (2 эпизода)                       |
| 1958— 1966 | с  | Перри Мейсон                                | Perry Mason                       | разные роли (3 эпизода)                       |
| 1959       | ф  | Бунтарский набор                            | The Rebel Set                     | Джинн Мейпс                                   |
| 1959       | ф  | Проклятие мертвецов                         | Curse of the Undead               | Долорес Картер                                |
| 1959       | с  | Сыромятная плеть                            | Rawhide                           | Милли Уэйд (1 эпизод)                         |
| 1959       | с  | Маркэм                                      | Markham                           | Эллен Чайлдс (1 эпизод)                       |
| 1959       | с  | Дни в долине смерти                         | Death Valley Days                 | Элизабет Хейворд (1 эпизод)                   |
| 1959       | с  | Бит Бурбон-стрит                            | Bourbon Street Beat               | Адель Декбар (1 эпизод)                       |
| 1959— 1960 | с  | Бэт Мастерсон                               | Bat Masterson                     | разные роли (2 эпизода)                       |
| 1959— 1962 | с  | Истории Уэллс-Фарго                         | Tales of Wells Fargo              | разные роли (2 эпизода)                       |
| 1960       | с  | Ларами                                      | Laramie                           | Лори Аллен (1 эпизод)                         |
| 1960       | с  | Помощник шерифа                             | The Deputy                        | Марта Джексон (1 эпизод)                      |
| 1960—1961  | с  | Гавайский детектив                          | Hawaiian Eye                      | разные роли (2 эпизода)                       |
| 1960— 1968 | с  | Бонанза                                     | Bonanza                           | разные роли (3 эпизода)                       |
| 1961       | с  | Американцы                                  | The Americans                     | Люси Викери (1 эпизод)                        |
| 1961       | с  | Триллер                                     | Thriller                          | доктор Лоис Уокер (1 эпизод)                  |
| 1961       | с  | Сёрфсайд 6                                  | Surfside 6                        | разные роли (2 эпизода)                       |
| 1962       | с  | Шах и мат                                   | Checkmate                         | Полин Спенсер (1 эпизод)                      |
| 1963       | тф | Код ФБР 98                                  | FBI Code 98                       | Марианн Николс                                |
| 1963       | ф  | Поединок                                    | Showdown                          | Эстелл                                        |
| 1963       | с  | Шоссе 66                                    | Route 66                          | Диана Кёрк (1 эпизод)                         |
| 1963       | с  | Редиго                                      | Redigo                            | Лора (1 эпизод)                               |
| 1964       | с  | Шоу Донны Рид                               | The Donna Reed Show               | Нэнси Паттерсон (1 эпизод)                    |
| 1964       | с  | Мои три сына                                | My Three Sons                     | Лоис Уилсон (1 эпизод)                        |
| 1964       | с  | Дочь фермера                                | The Farmer's Daughter             | Грейс (1 эпизод)                              |
| 1965       | тф | Дюк из Браво                                | The Bravo Duke                    |                                               |
| 1965       | с  | Виргинец                                    | The Virginian                     | Дженнифер Маклеод (1 эпизод)                  |
| 1965       | с  | Клеймённый                                  | Branded                           | Лора Рок (1 эпизод)                           |
| 1966       | с  | Гиджет                                      | Gidget                            | Барбара (1 эпизод)                            |
| 1966       | с  | Бэтмен                                      | Бэтмен                            | София Старр (2 эпизода)                       |
| 1966— 1969 | с  | Семейное дело                               | Family Affair                     | разные роли (2 эпизода)                       |
| 1969       | ф  | Скоростной спуск                            | Downhill Racer                    | репортёр                                      |
| 1969       | с  | Высокий кустарник                           | The High Chaparral                | графиня Мария Кеттенден фон Мюнхен (1 эпизод) |
| 1970       | ф  | Адвокат                                     | The Lawyer                        | Эллис Фиск                                    |